# Rendimento di trasmissione
Si definisce rendimento di trasmissione di una linea:
{\displaystyle \eta ={P_{u} \over (P_{d}+P_{u})}={1 \over 1+{P_{d} \over P_{u}}}}
indicando con {\displaystyle P_{d}} le perdite in linea.

## Confronto tra le linee
Si prenda in considerazione 4 possibili configurazioni di linee elettriche:
- unifilare
- bifilare
- monofase (2 fili)
- trifase

percorse da correnti di linea (i valori efficaci in alternata):
{\displaystyle {\begin{cases}\mathrm {continua\ (unif.\ e\ bif.)} &I_{u}=I_{b}={P_{u} \over U}\\\mathrm {monofase} &I_{m}={P_{u} \over U\cos \varphi }\\\mathrm {trifase} &I_{m}={P_{u} \over {\sqrt {3}}U\cos \varphi }\end{cases}}}
indicando con {\displaystyle R_{u},\ R_{b},\ R_{m},\ R_{t}} le resistenze di ogni singolo conduttore delle quattro linee, le potenze dovute alle perdite di linee valgono:
- {\displaystyle P_{d_{u}}=R_{u}I_{u}^{2}={\rho l \over S_{u}}I_{u}^{2}={\rho l^{2}P_{u}^{2} \over \tau U^{2}}}
- {\displaystyle P_{d_{b}}=R_{b}I_{b}^{2}=2{\rho l \over S_{b}}I_{b}^{2}=4{\rho l^{2}P_{b}^{2} \over \tau U^{2}}}
- {\displaystyle P_{d_{m}}=R_{m}I_{m}^{2}=2{\rho l \over S_{m}}I_{m}^{2}={4 \over \cos ^{2}\varphi }{\rho l^{2}P_{m}^{2} \over \tau U^{2}}}
- {\displaystyle P_{d_{t}}=R_{t}I_{t}^{2}=3{\rho l \over S_{t}}I_{t}^{2}={3 \over \cos ^{2}\varphi }{\rho l^{2}P_{t}^{2} \over \tau U^{2}}}

quindi se imponiamo di trasmettere la stessa potenza utile ad un carico posto alla distanza fissa con un conduttore dello stesso materiale per le 4 configurazioni di linea, possiamo dedurre:
- le dissipazioni nella linea unifilare in continua sono le più basse e pari a 1/4 della bifilare
- le dissipazioni della bifilare in continua sono paragonabili a quelle della linea monofase nel caso in cui {\displaystyle \cos \varphi \cong 1}
- le dissipazioni della linea trifase sono 3/4=0.75 di quelle della monofase e circa 3 volte quelle della linea unifilare

## Conclusioni
Per ottenere un rendimento elevato di trasmissione, e quindi un piccolo rapporto {\displaystyle {P_{d} \over P_{u}}}, è necessario adottare tensioni nominali tanto più elevate quanto maggiori sono le potenze utili da trasmettere e l'estensione della linea.
Esempio delle considerazioni appena fatte si trovano nelle linee in cavo per sistemi elettrici di potenza usati per i collegamenti sottomarini con tensioni di qualche centinaio di chilovolt ed estensioni anche superiori al centinaio di chilometri.